# TUDH BS Mobile 4
O veículo leve sobre trilhos (VLT) modelo Mobile 4 fabricado pela Bom Sinal trata-se de um Trem Unidade Diesel-Hidráulico (TUDH), construído em aço galvanizado, com sistema hidráulico fornecido pela Voith, bi-direcional composto por quatro carros (M+R+R+M).
A primeira unidade foi entregue em novembro de 2010 em Fortaleza (Metrofor), quando foi entregue o primeiro VLT, de uma encomenda total de 6 unidades. Os testes dinâmicos foram iniciados em junho de 2011.
Em 2012 a Bom Sinal venceu mais uma licitação da Metrofor, para o fornecimento de 14 VLT´s tipo Mobile 4 que circularão na linha Linha Parangaba-Mucuripe do Metrô de Fortaleza.